# Анюйський (вулкан)
Анюйський - згаслий вулкан (шлаковий конус) у Анюйських горах, Чукотський автономний округ, Далекий Схід Росії.
Вулкан більше одного кубічного кілометра лави. Вважалося, що він був активний у 14-18 століть, але радіометричне датування показало вік майже 250 000 років тому.
Вулкан також відомий як Молодих, Монні та Устієва. Анюйський був виявлений у 1952 році на аерофотознімках.

## Геологія
Анюйський знаходиться в долині річки Монні, на півдні Анюйських гір, частини Східно-Сибірської системи. Вулканічна активність пізнього четвертинного періоду ймовірно пов’язана з тектонічною активністю в цьому районі. Було відзначено зміну вулканічної активності від лінійних жерл до центральних жерл.
Вулкан сформувався на схилі гори Вулканної висотою 1585 метрів, яка є інтрузією крейдяного періоду в горах Анюй. Гора зазнала часткового обвалу безпосередньо перед утворенням Анюйського вулкану. Вулкан разом з Алучіним і Білібіним утворює групу вулканів, які були активними в епоху пізнього плейстоцену.